# 2006-os európai ralibajnokság
A 2006-os európai ralibajnokság 2006. április 22-én vette kezdetét és október 22-én ért véget. A bajnok az olasz Giandomenico Basso lett, másodikként a bolgár Krum Donchev végzett, harmadik helyen pedig a szintén bolgár Dimitar Iliev zárt.

## Versenynaptár
| Dátum            | Verseny                | Győztes            |
| ---------------- | ---------------------- | ------------------ |
| április 20-22    | Rallye 1000 Miglia     | Paolo Andreucci    |
| május 13-14      | Fiat Rally             | Giandomenico Basso |
| június 9-11      | Rajd Polski            | Leszek Kuzaj       |
| június 23-24     | Ypres Rally            | Giandomenico Basso |
| július 7-9       | Bulgaria Rally         | Giandomenico Basso |
| augusztus 3-5    | Rally Vinho da Madeira | Giandomenico Basso |
| augusztus 25-27  | Barum Rally Zlin       | Roman Kresta       |
| szeptember 15-17 | ELPA Rally             | Dimitar Iliev      |
| október 20-22    | Rallyes d'Antibes      | Bryan Bouffier     |

## Végeredmény
| #  | Versenyző          | Pontszám |
| -- | ------------------ | -------- |
| 1. | Giandomenico Basso | 45       |
| 2. | Krum Donchev       | 22       |
| 3. | Dimitar Iliev      | 21       |
| 4. | Michal Solowow     | 21       |
| 5. | Bryan Bouffier     | 16       |
| 6. | Paolo Andreucci    | 10       |
|    | Leszek Kuzaj       | 10       |
|    | Roman Kresta       | 10       |

## Külső hivatkozások
- Eredmények a rallybase.nl honlapján